# Xian de Liancheng
Le xian de Liancheng (连城县 ; pinyin : Liánchéng Xiàn) est un district administratif de la province du Fujian en Chine. Il est placé sous la juridiction de la ville-préfecture de Longyan.

## Démographie
La population du district était de 326 593 habitants en 1999.